# Megachile pallorea
Megachile pallorea är en biart som beskrevs av Joseph Vachal 1903. Megachile pallorea ingår i släktet tapetserarbin, och familjen buksamlarbin. Inga underarter finns listade i Catalogue of Life.